# آيلتون فيراز
آيلتون فيراز (بالبرتغالية: Ailton dos Santos Ferraz) هو لاعب كرة قدم ومدرب كرة قدم برازيلي في مركز الوسط، ولد في 19 يناير 1966 في ريو دي جانيرو في البرازيل. لعب مع غريميو بورتو أليغرينزي وكاشيوا ريسول ونادي بارانا ونادي بوتافوغو ونادي بونتي بريتا ونادي غواراني ونادي فلامنغو ونادي فلومينينسي.

## وصلات خارجية
- آيلتون فيراز على موقع رابطة كرة القدم اليابانية للمحترفين (اليابانية)
- آيلتون فيراز على موقع قاعدة بيانات كرة القدم.إي يو (الإنجليزية)
- آيلتون فيراز على موقع Soccerway.com (الإنجليزية)
- آيلتون فيراز على موقع عالم كرة القدم.نت (الإنجليزية)